# Maison Leclerc (L'Isle-aux-Coudres)
La maison Leclerc est une maison de ferme située près du village de Saint-Louis à L'Isle-aux-Coudres. Elle est l'une de deux seules maisons d'inspiration française du XVIIIe siècle construite à l'île aux Coudres qui subsiste. Elle a été classée immeuble patrimonial en 1960.

## Histoire

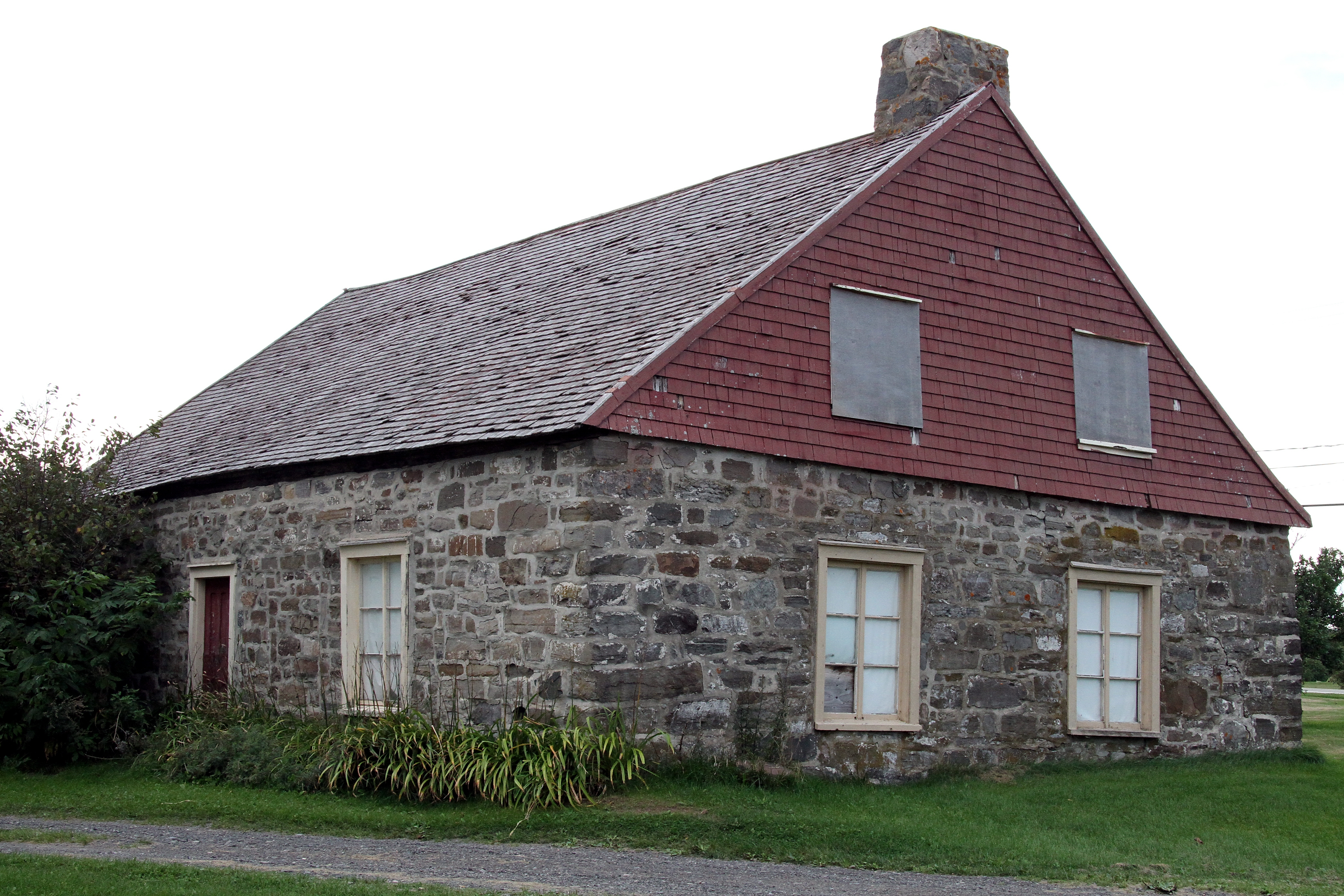
Façade de la maison Leclerc.

La maison Leclerc a été construite vers la fin du XVIIIe siècle par Jean Leclerc. Elle est toujours habitée par ses descendants au début des années 2000. Elle a subi quelques modifications au cours du temps, dont la conversion du toit en croupe pour un toit à deux versants et le déplacement de la porte principale. Elle a été classée comme immeuble patrimonial le 25 octobre 1960.